# Индустријска зона Вја дел Лаворо (Асколи Пичено)
Индустријска зона Вја дел Лаворо (итал. Zona Industriale Via del Lavoro) насеље је у Италији у округу Асколи Пичено, региону Марке.
Према процени из 2011. у насељу је живело 55 становника. Насеље се налази на надморској висини од 16 м.